# Manfred Kaltz
Manfred Kaltz (født 6. januar 1953) er en tidligere tysk fodboldspiller, der i perioden 1975-1983 spillede 69 landskampe og scorede 9 mål. På klubplan var han knyttet til Hamburger SV samt de franske klubber Girondins Bordeaux og FC Mulhouse. I dag driver han en fodboldskole i Nordtyskland.